# ریکاردو فرارا
ریکاردو فرارا (انگلیسی: Riccardo Ferrara؛ زادهٔ ۱۴ ژوئیهٔ ۱۹۹۵) بازیکن فوتبال است.